# Bricqueville-sur-Mer
Bricqueville-sur-Mer és un municipi francès situat al departament de la Manche i a la regió de Normandia. L'any 2007 tenia 1.085 habitants.

## Demografia

### Població
El 2007 la població de fet de Bricqueville-sur-Mer era de 1.085 persones. Hi havia 459 famílies de les quals 137 eren unipersonals (47 homes vivint sols i 90 dones vivint soles), 145 parelles sense fills, 142 parelles amb fills i 35 famílies monoparentals amb fills.
La població ha evolucionat segons el següent gràfic:
Habitants censats

### Habitatges
El 2007 hi havia 655 habitatges, 469 eren l'habitatge principal de la família, 131 eren segones residències i 55 estaven desocupats. 643 eren cases i 9 eren apartaments. Dels 469 habitatges principals, 338 estaven ocupats pels seus propietaris, 110 estaven llogats i ocupats pels llogaters i 21 estaven cedits a títol gratuït; 1 tenia una cambra, 25 en tenien dues, 86 en tenien tres, 131 en tenien quatre i 224 en tenien cinc o més. 410 habitatges disposaven pel capbaix d'una plaça de pàrquing. A 219 habitatges hi havia un automòbil i a 211 n'hi havia dos o més.

### Piràmide de població
La piràmide de població per edats i sexe el 2009 era:
| Homes | Edats   | Dones |
| ----- | ------- | ----- |
| 0     | 95 o +  | 4     |
| 0     | 90 a 94 | 0     |
| 8     | 85 a 89 | 16    |
| 0     | 80 a 84 | 4     |
| 20    | 75 a 79 | 24    |
| 28    | 70 a 74 | 48    |
| 28    | 65 a 69 | 12    |
| 20    | 60 a 64 | 20    |
| 28    | 55 a 59 | 20    |
| 20    | 50 a 54 | 20    |
| 40    | 45 a 49 | 36    |
| 36    | 40 a 44 | 20    |
| 48    | 35 a 39 | 48    |
| 16    | 30 a 34 | 32    |
| 28    | 25 a 29 | 32    |
| 28    | 20 a 24 | 12    |
| 32    | 15 a 19 | 28    |
| 48    | 10 a 14 | 32    |
| 28    | 5 a 9   | 24    |
| 16    | 0 a 4   | 40    |

## Economia
El 2007 la població en edat de treballar era de 691 persones, 483 eren actives i 208 eren inactives. De les 483 persones actives 439 estaven ocupades (236 homes i 203 dones) i 44 estaven aturades (13 homes i 31 dones). De les 208 persones inactives 98 estaven jubilades, 63 estaven estudiant i 47 estaven classificades com a «altres inactius».

### Ingressos
El 2009 a Bricqueville-sur-Mer hi havia 488 unitats fiscals que integraven 1.157,5 persones, la mediana anual d'ingressos fiscals per persona era de 16.825 €.

### Activitats econòmiques
Dels 37 establiments que hi havia el 2007, 2 eren d'empreses alimentàries, 3 d'empreses de fabricació d'altres productes industrials, 8 d'empreses de construcció, 8 d'empreses de comerç i reparació d'automòbils, 4 d'empreses d'hostatgeria i restauració, 1 d'una empresa d'informació i comunicació, 1 d'una empresa financera, 1 d'una empresa immobiliària, 5 d'empreses de serveis, 2 d'entitats de l'administració pública i 2 d'empreses classificades com a «altres activitats de serveis».
Dels 10 establiments de servei als particulars que hi havia el 2009, 1 era una autoescola, 2 paletes, 2 lampisteries, 1 empresa de construcció i 4 restaurants.
Dels 2 establiments comercials que hi havia el 2009, 1 era una botiga de menys de 120 m² i 1 una botiga d'electrodomèstics.
L'any 2000 a Bricqueville-sur-Mer hi havia 51 explotacions agrícoles que ocupaven un total de 880 hectàrees.

## Equipaments sanitaris i escolars
El 2009 hi havia una escola elemental.

## Poblacions més properes
El següent diagrama mostra les poblacions més properes.